# Juan de Vandenesse
Juan o Jean de Vandenesse (1497-año desconocido) fue un cortesano y escritor borgoñón. Fue miembro y cronista oficial de las cortes de Carlos I y Felipe II de España.

## Biografía
Nacido en Vandenesse, en el Franco Condado de Borgoña, era hijo de Juan de Vandenesse, sommelier de Felipe el Hermoso. Siguiendo su ejemplo, se convirtió en ayuda de cámara del príncipe Carlos, hijo del Hermoso y señor de los Países Bajos de los Habsburgo. Cuando Carlos ascendió al trono de España, Vandenesse permaneció en el cargo y fue ennoblecido en 1524 junto con sus hermanos Guillermo y Maximiliano. De 1514 en adelante, mantuvo un diario de los viajes del emperador, acompañándolo en cada ocasión, incluyendo eventos como la Jornada de Túnez y la Dieta de Augsburgo. De 1514 a 1531 fue además mayordomo del emperador.
En 1545 se convirtió en castellano de Gray. Poco después, en 1551, Carlos V ordenó que Vandenesse cesara su crónica sobre él y pasara a escribir la del príncipe Felipe, al que siguió a España con los mismos cargos y privilegios. Terminó este segundo diario oficial el 6 de junio de 1560, tras cumplir 63 años y dejar sus funciones para retirarse. Regresó tras ello a su ciudad natal, donde falleció a una edad avanzada pero no conocida. Su hijo Jacques de Vandenesse participaría en la Guerra de los Ochenta Años.